# Xanthopimpla nanfenginus
Xanthopimpla nanfenginus är en stekelart som beskrevs av Wang 1987. Xanthopimpla nanfenginus ingår i släktet Xanthopimpla och familjen brokparasitsteklar. Inga underarter finns listade i Catalogue of Life.